# Предаццо
Предаццо (итал. Predazzo) — коммуна в Италии, располагается в провинции Тренто области Трентино-Альто-Адидже.
Население составляет 4302 человека, плотность населения составляет 39 чел./км². Занимает площадь 109 км². Почтовый индекс — 38037. Телефонный код — 0462.
Покровителями коммуны почитаются святые апостолы Филипп и Иаков Старший. Праздник ежегодно празднуется 25 июля.